# 朗布雷
朗布雷（法語：Lambrey，法語發音：[lɑ̃bʁɛ]）是法国上索恩省的一个市镇，属于沃苏勒区。

## 地理
朗布雷（47°45'50"N, 5°55'40"E）面积6.08 平方千米，位于法国勃艮第-弗朗什-孔泰大區上索恩省，该省份为法国东部内陆省份，北起顺时针与孚日省、贝尔福地区省、杜省、汝拉省、科多尔省和上马恩省接壤。
与朗布雷接壤的市镇（或旧市镇、城区）包括：阿尔伯塞、欧日库尔。

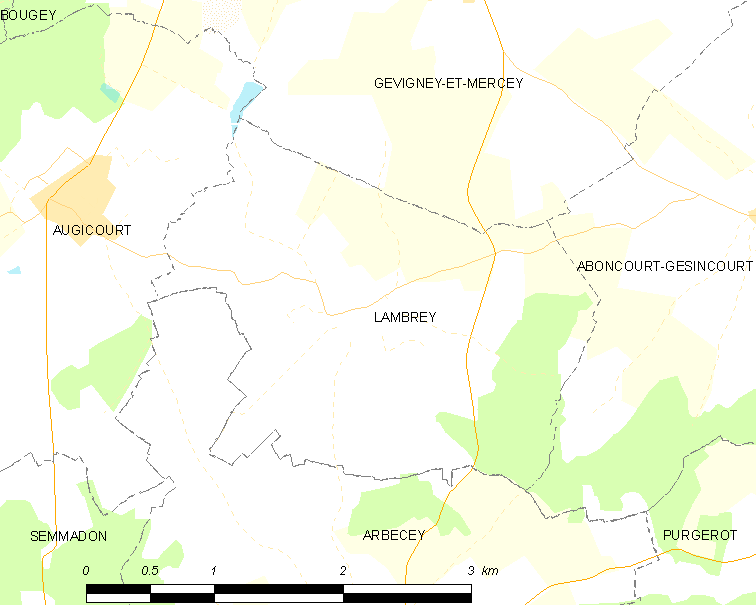
朗布雷的OSM定位图

朗布雷的时区为UTC+01:00、UTC+02:00（夏令时）。

## 行政
朗布雷的邮政编码为70500，INSEE市镇编码为70293。

## 政治
朗布雷所属的省级选区为瑞塞县。

## 人口

1962-2008年间朗布雷人口变化图示

朗布雷于2022年1月1日时的人口数量为67人。